# Гаевой, Максим Артёмович
Максим Артёмович Гаевой (бел. Максім Арцёмавіч Гаявы; род. 27 мая 2002, Гродно) — белорусский футболист, полузащитник клуба «Сморгонь».

## Карьера

### БАТЭ
Воспитанник футбольного клуба БАТЭ. До этого занимался футболом в академии АБФФ. В 2019 году стал выступать в дублирующем составе клуба. За основную команду дебютировал 29 августа 2020 года в Кубке Беларуси против микашевичского «Гранита», выйдя на замену на 72 минуте вместо Дмитрия Баги и затем в самой концовке отличился своим дебютным голом. Затем продолжил выступать в дубле. В мае 2021 года стал обладателем Кубка Беларуси. Свой следующий матч за основную команду сыграл 22 июня 2021 года также в Кубке Беларуси против «Барановичей». В августе 2021 года попадал в заявку основной команды на игры в Высшей лиге.

#### Аренда в «Арсенал» Дзержинск
В феврале 2022 года футболист отправился в аренду в дзержинский «Арсенал» до конца сезона. Начал сезон со скамейки запасных. Дебютировал за клуб футболист 19 июня 2022 года против солигорского «Шахтёра», выйдя на замену на 55 минуте матча. Провёл за клуб 6 матчей во всех турнирах, выходя на замену в конце основного времени. По итогу сезона игрок вместе с клубом отправился выступать в стыковые матчи, однако сам игрок был вне заявки. По окончании срока действия арендного соглашения футболист покинул дзержинский клуб.

### «Сморгонь»
В январе 2023 года проходил просмотр в «Сморгони». В марте 2023 года футболист официально перешёл в клуб, подписав контракт до конца сезона. Дебютировал за клуб в матче 19 марта 2023 года против бобруйской «Белшины», выйдя на замену в самой концовке основного времени. Дебютный гол за клуб забил 14 мая 2023 года в матче против гродненского «Немана». На протяжении сезона футболист выступал в клубе преимущественно выходя на поле со скамейки запасных, вместе с которым смог сохранить прописку в высшем дивизионе.
В феврале 2024 года продлил контракт со «Сморгонью» ещё на сезон.
В феврале 2025 года вернулся в дзержинский «Арсенал», перейдя в команду в качестве свободного агента.

## Международная карьера
Провел по одному товарищескому матчу в юношеских сборных Беларуси до 16 и до 17 лет.

## Достижения
БАТЭ
- Обладатель Кубка Беларуси: 2020/21